# Neobisium casalei
Espèce
Neobisium casalei est une espèce de pseudoscorpions de la famille des Neobisiidae.

## Distribution
Cette espèce est endémique d'Arcadie en Grèce. Elle se rencontre à Vytína dans la grotte Spilaio Drakotrypia.

## Étymologie
Cette espèce est nommée en l'honneur d'Achille Casale.

## Publication originale
- Gardini, 1985 : Su alcuni pseudoscorpioni cavernicoli di Grecia (Pseudoscorpionida, Neobisiidae). Bollettino del Museo Regionale di Scienze Naturali, Torino, vol. 3, no 1, p. 53-64.